# Castello di Udine
Il castello di Udine è uno dei principali monumenti della città ed è situato in cima ad un colle nel centro storico, a 138 m s.l.m. È sede dei musei civici, che comprendono una pinacoteca, il Museo archeologico e numismatico, il Museo del Risorgimento, la Galleria dei disegni e delle stampe, il Museo friulano della fotografia.

## Storia
(Villotta popolare Testo e Musica del Maestro Luigi Garzoni di Adorgnano)
L'origine del colle del Castello, un significativo rilievo al centro della pianura friulana, era ritenuta fino a poco tempo fa dovuta all'accumulo dei detriti nel corso dei secoli. C'è però una leggenda che si tramanda da secoli sulla sua origine: si narra che quando Attila nel 452 saccheggiò Aquileia, al tempo una delle più grandi città dell'impero romano, per godersi lo spettacolo da Udine, ordinò ai suoi soldati di costruirgli un'altura. Ciò fu fatto riempiendo di terra gli elmi di ogni soldato, che buttata tutta in uno spiazzo al centro della cittadella diede origine al colle che oggi domina la città.
Recentemente (Aprile 2022) studi archeologici hanno dimostrato l'origine artificiale del colle, anche se molto più antica di quanto la leggenda supponga. Secondo questi studi il colle è stato realizzato in età pre-romana, fra 3500 e 3000 anni fa, nell'Età del bronzo.
La prima notizia documentata della presenza di un edificio sul colle è del 983: in quell'anno, il castrum, una fortificazione militare, viene donato dall'imperatore Ottone II al Patriarca di Aquileia Rodoaldo.
L'edificio odierno sorge al posto di una fortezza costruita dagli stessi Patriarchi di Aquileia, e distrutta dal terremoto del 1511. La costruzione della struttura oggi visibile ha avuto inizio nel 1517; i lavori durarono oltre 50 anni, e l'ultima fase vide la partecipazione di Giovanni da Udine, allievo di Raffaello e, dopo la sua morte, di Francesco Floreani. Di Giovanni da Udine sono le rifiniture esterne e le decorazioni del Salone del Parlamento, completate poi dal Floreani.
Nel Salone del Parlamento si riuniva il consiglio della Patria del Friuli, uno dei primi esempi di parlamento al mondo, durato fino all'occupazione napoleonica del 1797.
Il castello è oggi la sede dei Civici Musei che comprendono una pinacoteca, il museo archeologico e numismatico, il museo del Risorgimento, la Galleria dei disegni e delle stampe, il Museo friulano della fotografia, una fototeca con oltre 150.000 immagini ed una biblioteca a carattere universitario con oltre 30.000 volumi. Le sale del palazzo sono spesso sede di esposizioni temporanee.
Al castello di Udine è dedicata una raccolta di racconti di Carlo Emilio Gadda, appunto titolata Il castello di Udine.
Solitamente d'estate il piazzale del castello ospita eventi quali concerti di musica, esposizioni e spettacoli teatrali.